# Wijndomein Près de Gand

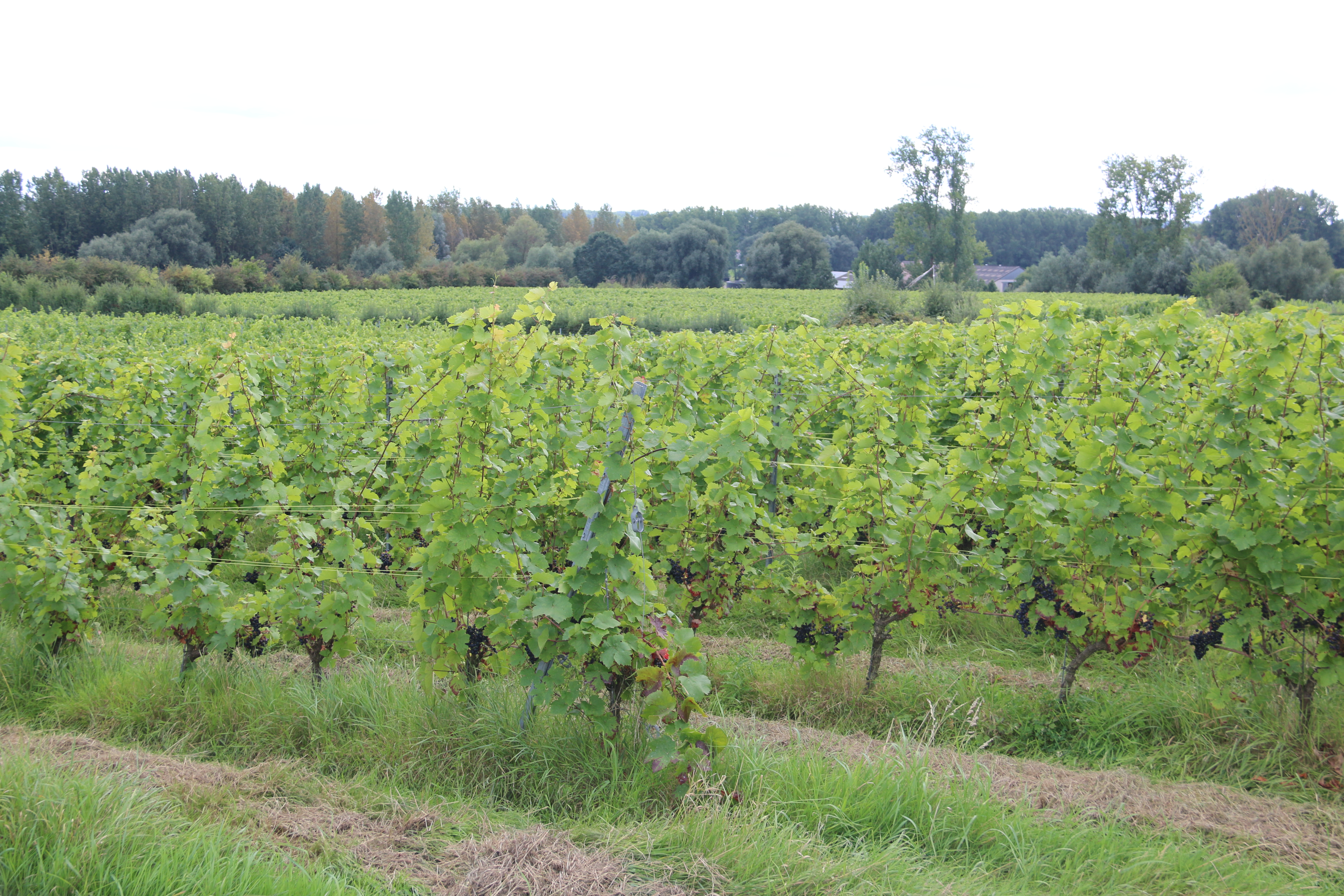
Wijndomein Près de Gand

Wijndomein Près de Gand is een wijngaard in België, te Borsbeke (Herzele) in de Vlaamse Ardennen. De wijngaard ligt aan de Kampenstraat. Près de Gand werd gesticht in 2013 door Rudy De Vos. In 2017 werden de eerste wijnen op de markt gebracht.  Het bottelen gebeurt in het bedrijf zelf.   De wijngaard brengt witte wijn (auxerrois, chardonnay), rode wijn (cabernet, pinot noir), roséwijn (blanc de blancs, pinot meunier), ratafia en mousserende wijn voort.

## Prijzen
De wijnen van Près de Gand behaalden de volgende prijzen op de wedstrijd van de Beste Belgische Wijn :
In 2020: goud voor de Pinot Noir Rosé 2017 Brut.
In 2023: brons voor de Chardonnay Extra Brut, zilver voor de Pinot Meunier Rosé Brut 2019 en zilver voor de Blanc De Blancs Brut 2020.